# Mailsi

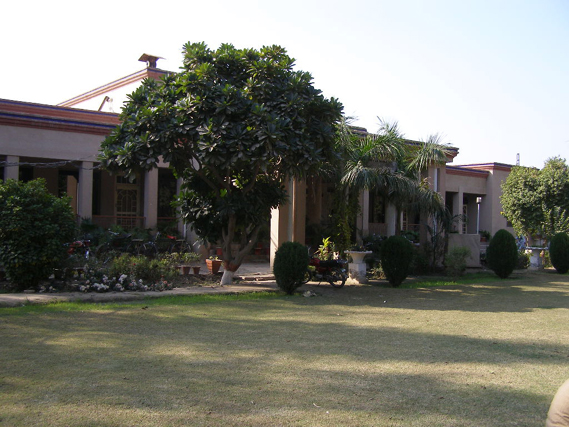
Jeden z budynków w mieście

Mailsi (urdu: مَیلسی, pendżabski: میلسی)– miasto w Pakistanie, w prowincji Pendżab. W 2017 roku liczyło 82 267 mieszkańców.